# Jérôme Nury
Jérôme Nury (nascido em 25 de agosto de 1972) é membro da Assembleia Nacional da França em representação do terceiro círculo eleitoral de Orne.